# Гайспаєр (Пенсільванія)
Гайспаєр (англ. Highspire) — місто (англ. borough) в США, в окрузі Дофін штату Пенсільванія. Населення — 2399 осіб (2010).

## Географія
Гайспаєр розташований за координатами 40°12′31″ пн. ш. 76°47′8″ зх. д. / 40.20861° пн. ш. 76.78556° зх. д. (40.208610, -76.785532).  За даними Бюро перепису населення США в 2010 році місто мало площу 1,92 км², з яких 1,86 км² — суходіл та 0,06 км² — водойми.

## Демографія
Згідно з переписом 2010 року, у селищі мешкало 2399 осіб у 1168 домогосподарствах у складі 593 родин. Густота населення становила 1251 особа/км².  Було 1273 помешкання (664/км²).
Расовий склад населення:
| - 80,5 % — білих - 10,8 % — чорних або афроамериканців - 1,2 % — азіатів - 0,4 % — корінних американців - 2,6 % — осіб інших рас |

До двох чи більше рас належало 4,4 %. Частка іспаномовних становила 8,8 % від усіх жителів.
За віковим діапазоном населення розподілялося таким чином: 17,5 % — особи молодші 18 років, 67,8 % — особи у віці 18—64 років, 14,7 % — особи у віці 65 років та старші. Медіана віку мешканця становила 40,4 року. На 100 осіб жіночої статі у селищі припадало 96,3 чоловіків;  на 100 жінок у віці від 18 років та старших — 97,4 чоловіків також старших 18 років.
Середній дохід на одне домашнє господарство  становив 47 963 долари США (медіана — 40 897), а середній дохід на одну сім'ю — 59 277 доларів (медіана — 57 250). Медіана доходів становила 40 714 долари для чоловіків та 32 031 долар для жінок. За межею бідності перебувало 15,9 % осіб, у тому числі 31,7 % дітей у віці до 18 років та 8,4 % осіб у віці 65 років та старших.
Цивільне працевлаштоване населення становило 1094 особи. Основні галузі зайнятості: освіта, охорона здоров'я та соціальна допомога — 20,9 %, мистецтво, розваги та відпочинок — 16,4 %, виробництво — 9,6 %, науковці, спеціалісти, менеджери — 9,0 %.